# Nepal Army Club
Maillots
Le Nepal Army Club (en népalais : नेपाल आर्मी फुटबल टिम), plus couramment abrégé en Nepal AC, est un club népalais de football fondé en 1951 et basé à Katmandou, la capitale du pays.
Le club appartient et est geré par l'Armée nationale du pays.

## Histoire
Fondé à Katmandou en 1951 sous le nom de Army XI, le club compte à son palmarès un championnat, remporté en 1958. Il joue ses rencontres à domicile au Stade Dasarath Rangasala de Katmandou. Il a également gagné la National League Cup en 1997. Il prend son nom actuel en 2011.
Le club n'a jamais réussi à briller en compétitions internationales. Il compte une participation à la Coupe des Coupes en 1997-1998 où il s'incline lourdement face aux Indiens d'East Bengal Club (11-0 sur l'ensemble des deux rencontres).

## Palmarès
| Compétitions nationales                            |
| -------------------------------------------------- |
| - Championnat du Népal (1) : - Champion : 1957-58. |

## Présidents du club
- Chhatra Man Gurung